# Sergentomyia squamipleuris
Sergentomyia squamipleuris är en tvåvingeart som först beskrevs av Robert Newstead 1912. Sergentomyia squamipleuris ingår i släktet Sergentomyia och familjen fjärilsmyggor. Inga underarter finns listade i Catalogue of Life.